# Eugenio Giner
Eugenio Giner i Martí (Ortells, Castellón, 16 de enero de 1924 - Premiá de Dalt, Barcelona, 31 de marzo de 1994) fue un historietista español, conocido sobre todo por su obra El Inspector Dan de la Patrulla Volante. Se le considera uno de los "cinco grandes" de la Editorial Bruguera en los años 50, junto a los humoristas Cifré, Conti, Escobar y Peñarroya.

## Biografía
La primera colaboración de Eugenio Giner con la Editorial Bruguera tuvo lugar en 1943, con la publicación de los cuadernillos Aventuras y viajes; sin embargo, su obra principal, El Inspector Dan de la Patrulla Volante, apareció en la remozada revista Pulgarcito de 1947. La idea original de la serie fue del director editorial de Bruguera, Rafael González Martínez, quien escribió sus primeras entregas, pasando luego a ser sustituido por Francisco González Ledesma (conocido autor de novelas del Oeste bajo el pseudónimo de Silver Kane) y Víctor Mora (el futuro autor de El Capitán Trueno). En ella, Giner supo crear un clima opresivo, con un barnizado lúgubre irrepetible, que nada tenía que envidiar a los (futuros) autores de la EC Comics de William Gaines.
Eugenio Giner participó en 1957 junto con Peñarroya, Conti, Escobar y Cifré en la fundación de la revista independiente Tío Vivo, para la que creó chistes y una serie humorística, Lolita y Enrique se van a casar (1957), sobre los problemas de una pareja de novios en la preparación de su boda.
Tras el fracaso de la aventura independiente de Tío Vivo, Giner se trasladó a Londres, donde trabajó para la editorial Amalgamated Press. En 1961 regresó a España y reanudó su colaboración con Bruguera, especialmente en la revista para chicas Sissi. En 1964 abandonó los cómics para trabajar en la construcción, hasta que, en 1974, quedó parcialmente paralizado como consecuencia de una grave enfermedad, por lo que regresó a la historieta. En 1982 recuperó al personaje del inspector Dan.
En los últimos años de su vida residió en Premiá de Dalt junto a su esposa, Antonia Andrés, y su único hijo, Laureano Giner, en una casa diseñada por él mismo durante el período en que había invertido en la construcción inmobiliaria. Murió de cáncer en 1994.

## Premios
- 1988 Premio Haxtur al "Autor que Amamos" en el Salón Internacional del Cómic del Principado de Asturias Gijón

## Obra
| Años | Título                                                | Guionista                                   | Tipo            | Publicación                    |
| ---- | ----------------------------------------------------- | ------------------------------------------- | --------------- | ------------------------------ |
| 1943 | Aventuras y Viajes                                    |                                             | Serial          | Bruguera                       |
| 1947 | El Inspector Dan                                      | Rafael González, Francisco González Ledesma | Serie           | Pulgarcito, El Campeón en 1948 |
| 1947 | Aunque le cueste creerlo                              |                                             | Serie colectiva | Pulgarcito                     |
| 1948 | Robert King, enviado especial                         |                                             | Serie           | El Campeón                     |
| 1951 | El Inspector Dan núms. 1, 3, 5, 7-11, 13, 15, 17 y 39 | Víctor Mora, Francisco González Ledesma     | Serie           | Bruguera                       |
| 1957 | Lolita y Enrique se van a casar                       |                                             | Serie           | Tío Vivo                       |
| 1957 | ¡Esas chicas!                                         |                                             | Serie colectiva | Tío Vivo                       |
| 1958 | Cucú                                                  |                                             | Serial          | Gráficas Soriano               |